# 보아의 수상 및 후보 목록

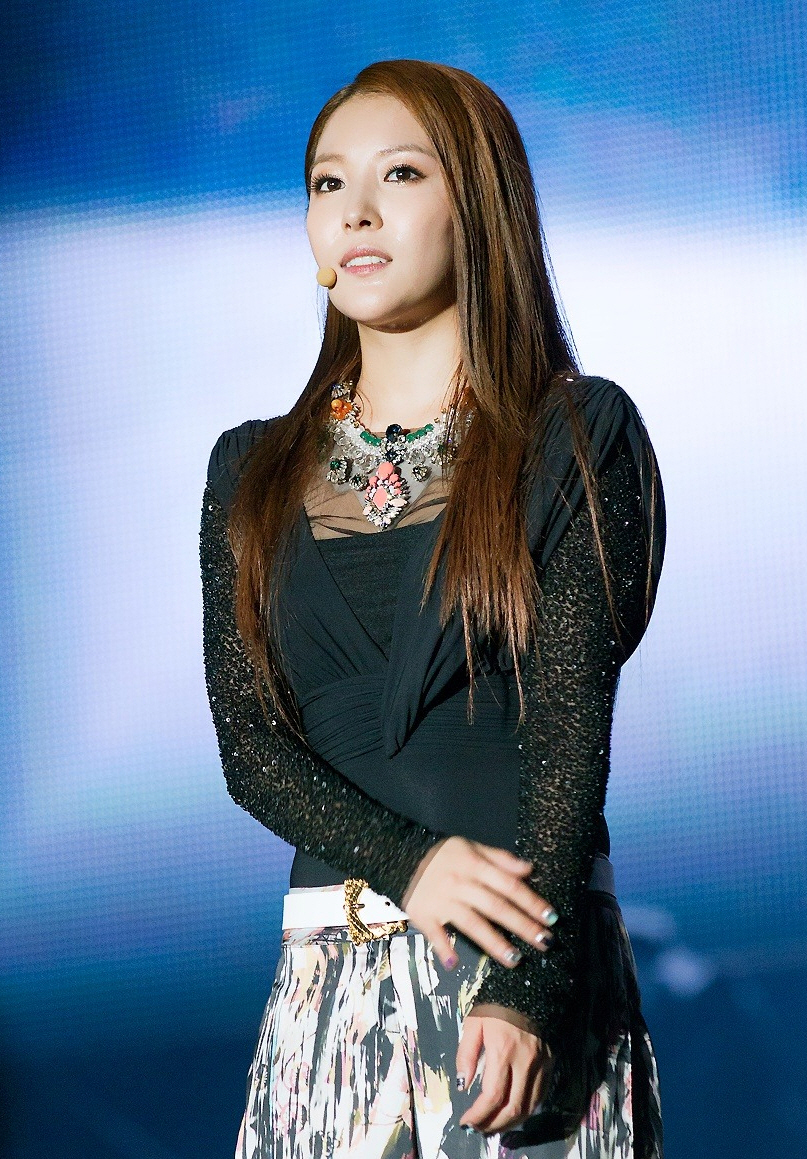

다음은 대한민국의 가수 보아의 수상 목록이다.

## 2000년
- 11월 24일 "2000 M.net 뮤직비디오 페스티벌" 여자 신인상
- 12월 13일 "2000 KMTV 가요대전" 올해의 여자 신인상

## 2002년
- 8월 1일 "SBSi 2002 상반기 네티즌 인기대상" 여자솔로부문
- 9월 24일 "제3회 대한민국 영상대전" 가수부문 포토제닉상
- 11월 29일 "2002 M.net 뮤직비디오 페스티벌"

최고 인기 뮤직비디오상 / 댄스부문 뮤직비디오상
- 12월 5일 "FNS 가요제" 인기가수상
- 12월 6일 "제13회 서울가요대상" 본상, 대상
- 12월 13일 "일본 유선대상" 본상
- 12월 28일 "2002 KMTV Korea Music Awards" 본상 / 모바일 뮤직상
- 12월 29일 "SBS 가요대전" 본상, 대상
- 12월 31일 "일본 레코드 대상" 금상
- 12월 31일 "MBC 10대 가수 가요제" 10대 가수상

## 2003년
- 3월 12일 "일본 골드디스크 대상" 본상
- 9월 6일 "제30회 한국방송대상" 가수상
- 9월 9일 "한국 연예 예술 대상" 신세대 가수상
- 11월 27일 "2003 M.net 뮤직비디오 페스티벌" 댄스부문 뮤직비디오상
- 11월 29일 "일본 베스트 히트 가요제" 2003 골드 아티스트상
- 12월 2일 자랑스런 한국인 대상
- 12월 10일 "2003 KMTV Korea Music Awards" 스페셜어너상, 올해의 가수상
- 12월 11일 외신기자상
- 12월 12일 대한민국 국회대상
- 12월 29일 "SBS 가요대전" 본상
- 12월 31일 "일본 레코드 대상" 금상
- 12월 31일 "MBC 10대가수 가요제" 본상

## 2004년
- 1월 19일 (재)아시아문화산업교류재단 창립식 - 아시아 문화교류 유공자 표창장[1]
- 2월 28일 "MTV 아시아 어워즈(MAA)"

한국 최고 인기가수상 / 아시아의 영향력 있는 가수상
- 2월 28일 "일본 골드디스크 대상" 본상 / 비디오 DVD 부문
- 12월 4일 "M.net KM 뮤직비디오 페스티벌" 최우수 작품상
- 12월 29일 "SBS 가요대전" 본상, 최고인기상
- 12월 31일 "일본 레코드 대상" 금상
- 12월 31일 "MBC 10대가수 가요제" 10대 가수상

## 2005년
- 3월 10일 "일본 골드디스크 대상" 본상
- 11월 27일 "M.net KM 뮤직비디오 페스티벌" 여자솔로부문 뮤직비디오상
- 12월 29일 "SBS 가요대전" 본상

## 2006년
- 3월 9일 "일본 골드디스크 대상" 본상
- 12월 30일 "일본 레코드 대상" 금상

## 2007년
- 10월 6일 제14회 대한민국 연예예술상 해외인기상
- 10월 18일 "2007 문화예술 발전 유공자 시상식" 젊은예술가상
- 11월 26일 "일본 베스트 히트 가요제" 골드 아티스트상
- 제49회 일본레코드대상 금상

## 2008년
- 제15회 대한민국연예예술상 해외인기상

## 2009년
- 미국 빌보드지 특별상

## 2010년
- 3월 31일 "제1회 빌보드 재팬 뮤직어워즈 2009" 미국 빌보드지 특별상
- 10월 28일 "2010 Mnet Asian Music Awards" 여자가수상
- 12월 9일 "제25회 GOLDEN DISK AWARDS" 본상

## 2012년
- 12월 30일 "SBS 연예대상" 특별상

## 2013년
- 10월 2일 "제6회 코리아드라마어워즈" 여자 신인상
- 12월 31일 "KBS 연기대상" 특집드라마 부문 여자 연작 단막극상

## 2016년
- 1월 14일 "제25회 하이원 서울가요대상" 최고앨범상
- 2월 24일 "2016 2030 Hero Award" 문화예술(여)부문
- 10월 27일 "제7회 대한민국 대중문화예술상" 대통령표창

## 2020년
- 8월 26일 2020  NEWSIS K-EXPO 한류문화대상 문화체육관광부장관상 수상
- 10월 28일 2020 제 1회 세계문화산업포럼(WCIF) 어워즈 수상
- 12월 6일 "제22회 엠넷 아시안 뮤직 어워드" 인스파이어드 어치브먼트상

## 2023년
- 1월 19일 제32회 하이원 서울가요대상 레전드 아티스트상

## 가요 프로그램 1위
| 연도            | 수상 내역 (총 29회) |
| --------------- | --- |
| 2002년 (총 5회) | - No.1 (총 4회) - 5월 11일 MBC 《음악캠프》 1위 - 5월 12일 SBS 《인기가요》 1위 - 5월 19일 SBS 《인기가요》 1위 - 5월 26일 SBS 《인기가요》 1위 (3주 연속) - Valenti (총 1회) - 11월 10일 SBS 《인기가요》 1위                                                                               |
| 2003년 (총 6회) | - 아틀란티스 소녀 (총 6회) - 6월 22일 SBS 《인기가요》 뮤티즌송 - 6월 28일 MBC 《음악캠프》 1위 - 7월 6일 SBS 《인기가요》 뮤티즌송 - 7월 12일 MBC 《음악캠프》 1위 - 7월 13일 SBS 《인기가요》 뮤티즌송 (트리플 크라운) - 7월 19일 MBC 《음악캠프》 1위 (트리플 크라운)                     |
| 2004년 (총 6회) | - My Name (총 4회) - 7월 4일 SBS 《인기가요》 뮤티즌송 - 7월 11일 SBS 《인기가요》 뮤티즌송 - 7월 18일 SBS 《인기가요》 뮤티즌송 (트리플 크라운) - 7월 29일 M.net 《엠카운트다운》 1위 - Spark (총 2회) - 9월 12일 SBS 《인기가요》 뮤티즌송 - 9월 19일 SBS 《인기가요》 뮤티즌송 (2주 연속) |
| 2005년 (총 6회) | - Girls On Top (총 6회) - 7월 16일 MBC 《음악캠프》 1위 - 7월 17일 SBS 《인기가요》 뮤티즌송 - 7월 23일 MBC 《음악캠프》 1위(2주 연속) - 7월 24일 SBS 《인기가요》 뮤티즌송 - 7월 28일 M.net 《엠카운트다운》 1위 - 7월 31일 SBS 《인기가요》 뮤티즌송 (트리플 크라운)                       |
| 2010년 (총 5회) | - Hurricane Venus (총 5회) - 8월 13일 KBS 《뮤직뱅크》 K-Chart 1위 - 8월 20일 KBS 《뮤직뱅크》 K-Chart 1위 - 8월 22일 SBS 《인기가요》 뮤티즌송 - 8월 27일 KBS 《뮤직뱅크》 K-Chart 1위 (트리플 크라운) - 8월 29일 SBS 《인기가요》 뮤티즌송(2주 연속)                                       |
| 2012년 (총 1회) | - Only One (총 1회) - 8월 14일 MBC MUSIC 《쇼챔피언》 챔피언송 |

1. ↑   보관됨 2020-07-11 - 웨이백 머신 장동건 등 '문화교류 유공자' 19일 문화부장관 표창